# 米沢市立第三中学校
米沢市立第三中学校（よねざわしりつ だい3ちゅうがっこう）は、山形県米沢市にある公立中学校である。

## 概要
- 米沢市の西部を学区とし、学区内には小野川温泉などが含まれており、山間部にある三沢地区から通う生徒もいる。

## 沿革
- 1948年（昭和23年）4月1日 - 直江町に開校
- 1954年（昭和29年）4月1日 - 愛宕中学校を統合
- 1977年（昭和52年）4月1日 - 三沢東部中学校と三沢西部中学校を三中の分室となる。
- 1980年（昭和55年）4月1日 - 三沢東部・西部分室を統合し、舘山地内に新築移転。[3]

- 2026年（令和8年）- 第二中学校と統合予定

## 学校目標
- 追い求め
- 磨き合い
- 鍛え抜く

## 生徒数
山形県学校年鑑より。
| 年度 | 男子 | 女子 | 計  |
| ---- | ---- | ---- | --- |
| 2012 | 185  | 165  | 350 |
| 2011 | 205  | 194  | 399 |
| 2010 | 206  | 184  | 390 |
| 2009 | 199  | 202  | 401 |
| 2008 | 175  | 192  | 367 |
| 2007 | 194  | 203  | 397 |
| 2006 | 205  | 203  | 408 |
| 2005 | 206  | 213  | 419 |
| 2004 | 207  | 230  | 437 |
| 2003 | 217  | 234  | 451 |
| 2002 | 239  | 235  | 474 |

## 部活動
運動系部活動
- 野球
- ソフトボール
- 陸上
- 剣道
- ソフトテニス男女
- バスケットボール男女
- バレー男女
- サッカー
- 卓球男女
- スキー

文化系部活動
- 吹奏楽
- 総合文化

## 通学区域
- 西部小学校学区[4]。

## 不祥事
熱中症で生徒死亡
2023年7月28日、中学1年の女子生徒が部活の練習からの自転車での帰宅途中に熱中症で死亡した。

## 関係者

### 出身者
- 坂野幸夫（元スキージャンプ選手）